# Teoria del complotto del Nuovo ordine mondiale

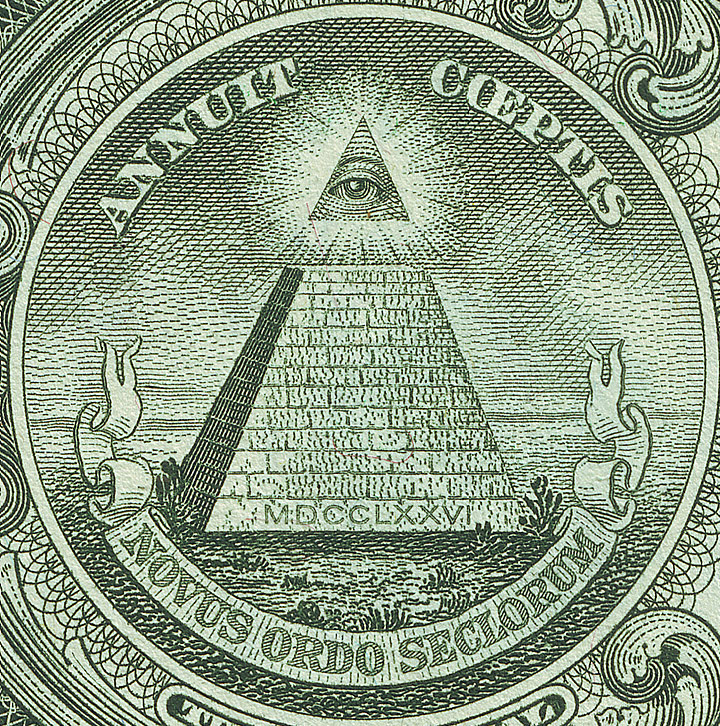
Retro della banconota da un dollaro statunitense col motto Novus Ordo Seclorum

La teoria del complotto del Nuovo ordine mondiale (più semplicemente come Nuovo ordine mondiale, in inglese anche con l'acronimo NWO per new world order) è una delle più vaste e principali tesi complottiste secondo la quale un presunto gruppo di potere oligarchico e segreto si adopererebbe per prendere il controllo di ogni Paese del mondo in maniera totalitaria al fine di ottenere il dominio della Terra. 

## Evoluzione storica
Gli elementi di questa teoria del complotto sono rintracciabili nella cultura popolare mondiale già a partire dal XIX secolo. Giacinto de' Sivo, alto funzionario del Regno delle Due Sicilie, nelle sue due opere Storia delle Due Sicilie del 1863 e I Napoletani al cospetto delle nazioni civili del 1861, in riferimento al concetto, parla di alcune organizzazioni segrete, come la massoneria e La Setta Mondiale.
Lionel Curtis, fedele sostenitore di questa teoria di un governo mondiale, fondò vari gruppi, denominati "della tavola rotonda di Rhodes-Milner" nel 1909, portando anche alla creazione dell'Istituto Reale per gli Affari Internazionali nel 1919 nel Regno Unito e del Council on Foreign Relations negli Stati Uniti nel 1921. Il concetto si è ulteriormente sviluppato in casa di Edward M. House, un consigliere molto vicino a Woodrow Wilson durante le trattative sulla Società delle Nazioni. Altra importante fonte per questa teoria fu lo scrittore di narrativa d'anticipazione H.G. Wells.
Una delle menzioni iniziali del NWO, secondo l'interpretazione dei sostenitori, sarebbe contenuta nella dichiarazione del 1975 del Presidente statunitense Gerald Ford, registrata poi dallo storico Henry Steele Commager: «Dobbiamo unirci per costruire un nuovo ordine mondiale [...] Al meschino concetto di "sovranità nazionale " non dev'essere permesso di distoglierci da quest'obiettivo». Il testo è in realtà un rimando all'importanza della sovranazionalità nelle decisioni politiche internazionali e non è legato alla presunta organizzazione oggetto della teoria cospirativa.
Nel 1991 il predicatore televisivo evangelico statunitense Pat Robertson sostenne che la locuzione "Nuovo ordine mondiale" sia nata all'inizio del XX secolo dall'uomo d'affari Cecil Rhodes, il quale teorizzava che l'Impero britannico e gli Stati Uniti d'America dovessero creare un unico governo federale sulla Terra, per costruire la pace nel mondo. Allo scopo, sostenne che Rhodes istituì la Rhodes Scholarship che avrebbe dovuto contribuire a formare ed indottrinare i leader di questo nuovo governo federale mondiale.
Nell'ambito delle relazioni internazionali, l'espressione "nuovo ordine mondiale" fa invece riferimento a un nuovo periodo a seguito di importanti eventi nella storia; nel XX e XXI secolo lo hanno usato diversi uomini di stato, come Woodrow Wilson, Winston Churchill, Michail Gorbačëv, George H. W. Bush, Henry Kissinger, e Gordon Brown, per riferirsi a un periodo nuovo della storia così come fu dopo la seconda guerra mondiale o la guerra fredda. Tale uso è stato comunque interpretato dai complottisti come presunta prova della volontà di imporre un governo totalitario. Tali teorie sono state ulteriormente sviluppate e approfondite dopo il collasso dell'Unione Sovietica e la dichiarazione, riguardante un nuovo ordine mondiale, fatta da George H. W. Bush l'11 settembre 1990. In questo discorso vengono descritti gli obiettivi degli Stati Uniti per la cooperazione con la Russia, usando l'espressione "Nuovo ordine mondiale".

## Sinossi generale
Quella del New World Order farebbe parte di una teoria del complotto molto vasta ed articolata, che avrebbe alla base un ipotetico "governo mondiale segreto" a livello mondiale, che influenzerebbe il commercio e la politica, l'economia, 
anche grazie alla promozione ideologica della globalizzazione e del mondialismo, arrivando sino a teorie più estreme e spesso ritenute fantascientifiche come quelle di David Icke. Al riguardo infatti esistono numerose ipotesi, teorizzazioni e congetture indimostrate e più o meno fantasiose, spesso con temi e oggetti assai eterogenei e non correlati tra loro, sostenute da vari gruppi complottistici spesso con una propria interpretazione dei fatti.
Ad esempio, l'Organizzazione delle Nazioni Unite sarebbe una organizzazione ricoprente un ruolo centrale per la realizzazione del nuovo ordine mondiale, così come pure la teoria del complotto rettiliano e quella relativa ai i "grigi" o entrambi, nonché quelle riguardanti l'esistenza e la funzione della Commissione Trilaterale, dell'ordine degli Illuminati, del Gruppo Bilderberg, e altre organizzazioni più o meno note all'opinione pubblica. Aggiungendo a ciò l'escatologia religiosa, caratterizzante spesso l'anticristo, si arriverebbe ad incentrare più teorie, ognuna accomunata ad un'altra.

### La simbologia

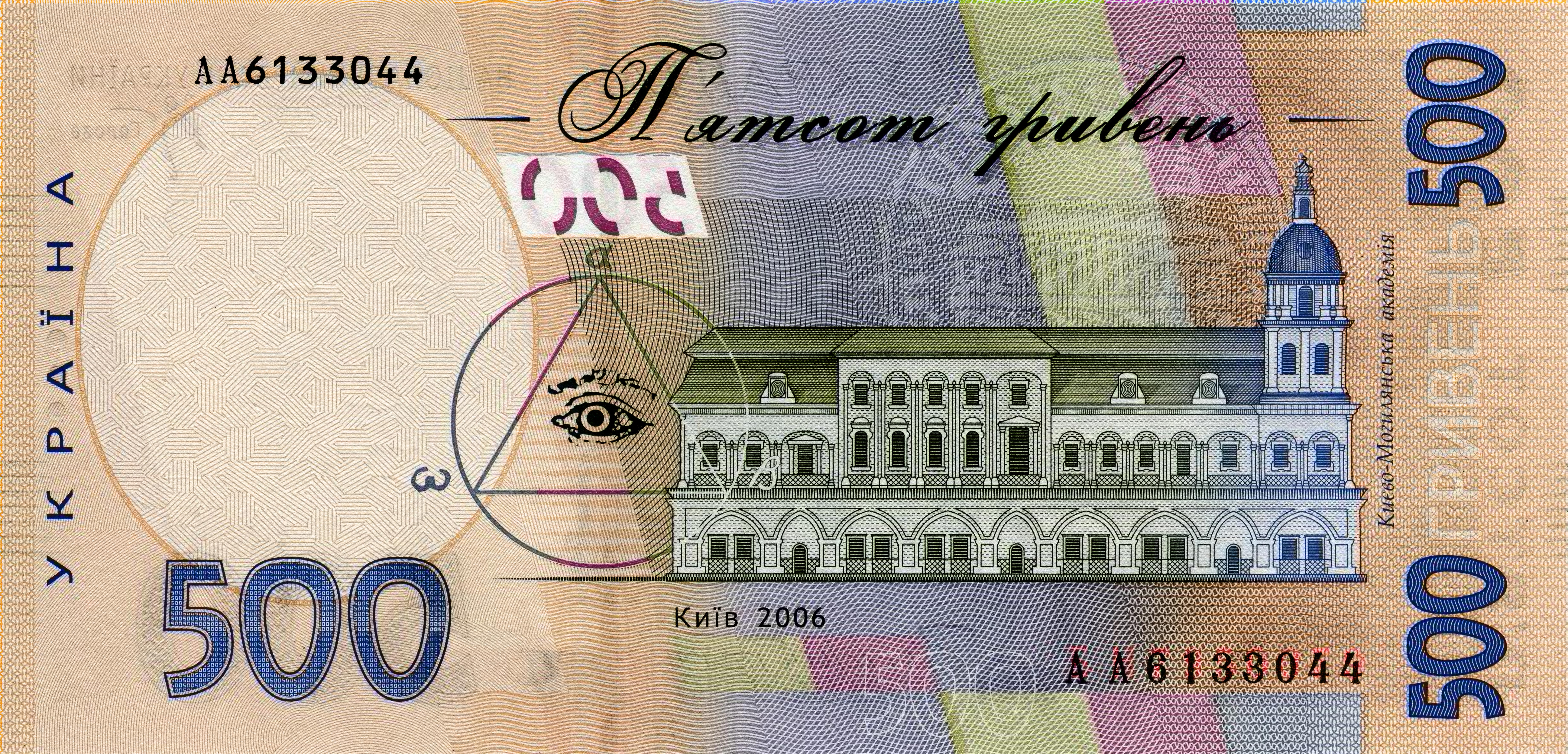
Retro delle 500 grivnie ucraine

I sostenitori di questa teoria concordano su alcuni segni e costruzioni che rappresentano il Nuovo ordine mondiale; tra essi, ad esempio, un logo degli Illuminati nel retro del sigillo degli Stati Uniti d'America, con sopra scritto Novus Ordo Seclorum.
Quello che viene indicato come il logo degli Illuminati è anche presente sulle banconote da un dollaro statunitense e, a partire dal 2006, da cinquecento grivnie ucraine (vedere la figura a destra). Altri loghi massonici sarebbero riscontrabili su banconote di altri Paesi: la cosa si presterebbe, secondo i sostenitori di queste ipotesi complottistiche, a confermare l'esistenza di una relazione fra poteri massonici e il cosiddetto signoraggio monetario. Le 6 punte della stella di David, situata sopra la piramide, 5 delle 6 punte (la sesta è la "visione del mondo") indicano le lettere messe ordinatamente S-M-O-N-A, che potrebbe essere anagrammato assieme come "mason" (massonico o, forse derivante da "omans", facendo pensare a "omens").
I sostenitori di questa teoria inoltre citano i 13 punti ascendenti alla piramide ed i 72 blocchi visibili nella parte anteriore. Al Great Seal degli Stati Uniti è stato attribuito il linguaggio simbolico massonico, e molti credono che l'aquila rappresenterebbe la fenice massonica. L'aquila tiene in un artiglio un ramo verde d'ulivo, recante 13 olive, 13 foglie e 13 frecce nell'altra zampa. La ricorrenza e l'importanza del numero 13 è spesso attribuita alla sua importanza nella numerologia, andando poi ai 13 gradi della libera massoneria del Rito di York.
L'aquila del Great Seal ha 32 piume sull'ala destra e 33 sull'ala sinistra (32 e 33 sono i due più alti gradi della libera massoneria del Rito scozzese antico e accettato). Le teorie non complottistiche invece considerano semplicemente i 13 punti come un riferimento alle tredici colonie americane.

## Personalità e organizzazioni implicate
In questa teoria vengono richiamati a far parte del presunto complotto varie organizzazioni, soprattutto gli Illuminati e la massoneria, ma anche il Quarto Reich, l'ONU e gli Stati Uniti d'America. I sostenitori di questa teoria non riescono tuttavia a concordare su chi veramente farebbe parte di questo presunto complotto. La maggior parte delle famiglie potenti e influenti del mondo come ad esempio i Rothschild, i DuPont, i Bush, i Rockfeller e così come i monarchi europei e il Vaticano sono, secondo alcuni, soggetti che si adopererebbero per la realizzazione del NWO. Anche note organizzazioni internazionali quali la Banca Mondiale, il gruppo Bilderberg, il World Economic Forum, l'FMI (Fondo monetario internazionale), l'Unione europea, le Nazioni Unite e la NATO sono spesso elencate come sotto-organizzazioni aventi come scopo lo sviluppo del Nuovo ordine mondiale.
Secondo i sostenitori, al fine di garantirsi un maggior potere il NWO ha sviluppato e utilizza sistemi di spionaggio di massa avanzati, tra i quali ECHELON.

## Le tematiche trattate
I temi trattati circa il presunto concetto di "nuovo ordine mondiale" spesso del tutto eterogenei e non correlati l'uno con l'altro, spaziano all'interno di tematiche politiche religiose, scientifiche, tecnologiche ed ideologie di varia natura.
Temi ricorrenti sono:
- Governance globale: ruoli di ONU, FMI, Banca Mondiale e altri enti sovranazionali.
- Multipolarismo vs. Unipolarismo: dibattito tra la leadership USA e l'ascesa di nuove potenze (Cina, Russia, BRICS).
- Economia e globalizzazione: ruolo delle multinazionali, mercato unico globale e finanza internazionale.
- Tecnologia e controllo: digitalizzazione, intelligenza artificiale e sorveglianza di massa.
- Transizione ecologica e politiche climatiche: accordi globali sul cambiamento climatico.

### Il ruolo degliIlluminati
Uno dei soggetti principali sarebbe quello degli Illuminati, un'organizzazione segreta creata nel XVIII secolo da Johann Adam Weishaupt, fortemente lagata alla massoneria, che aspirerebbe al dominio ed al controllo totale del mondo; siffatta organizzazione avrebbe al vertice tredici famiglie più potenti al mondo, tra le quali vi figurerebbero il casato Windsor, la famiglia Rockefeller ed i Rothschild. Questa ipotesi è stata sostenuta da alcuni autori come David Icke, Fritz Springmeier e John Wayne Todd, in particolare secondo quest'ultimo Rothschild avrebbero un ruolo di primo piano.

### Il controllo sulla politica
Poiché l'influenza sui governi e sulle decisioni dei vari paesi del mondo sarebbe cruciale per la realizzazione delle cospirazioni su scala globale, gli argomenti politici godono di notevole considerazione fra le teorie complottiste. Alcuni studiosi hanno dunque ipotizzato un collegamento tra queste teorie e i modelli geopolitici del nazionalismo, dell'isolazionismo, o viceversa del globalismo e dell'internazionalismo. Le influenze arriverebbero a condizionare anche l'attività normativa degli Stati del mondo, ad esempio promuovendo nuove leggi sulla privacy, aventi il fine ultimo di limitarla considerevolmente.
Se alcune teorie del complotto ipotizzano che vi siano degli Stati che aspirano ad avere il dominio sul mondo, altre si spingono a descrivere l'esistenza di singole sette, cioè di pochi uomini, se non addirittura di alieni, che ambirebbero a conquistare il potere mondiale.

### La cospirazione benevola
L'occultista Alice A. Bailey, proveniente dagli ambienti teosofici, sostenne che, a seguito della vittoria degli Alleati sulle potenze dell'Asse, il "progresso dell'umanità" col passare del tempo avrebbe portato ad istituire un'organizzazione mondiale, con a capo le nazioni vincitrici della seconda guerra mondiale. Sempre secondo Alice Bailey, l'instaurazione del Nuovo ordine mondiale sarebbe coincisa con l'avvento di una Nuova Era, quella dell'Aquario, che avrebbe portato l'umanità ad un risveglio spirituale, sotto la guida di una cerchia di adepti detta «Fratellanza Bianca», che risiederebbe in forme non visibili in vari luoghi della Terra, quali Agarthi o Shamballa, da dove guiderebbero sin da tempi remoti i destini del mondo.
Le antiche tradizioni religiose dei popoli della Terra verrebbero eliminate e sostituite da un unico culto mondiale. Tra i punti più discussi vi è che le "forme esteriori della pace" del Nuovo ordine mondiale, secondo l'occultista britannica, verrebbero imposte anche con l'utilizzo "benefico" della bomba atomica. D'altra parte secondo Alice Bailey le esplosioni della bomba atomica avrebbero liberato energia psichica positiva, che avrebbe accelerato l'ingresso dell'umanità nella Nuova era.
(Alice Bailey, The Externalisation of the Hierarchy, sezione 4, parte 2, pag. 548, § 3)

### La teoria del complotto gesuita
Tra gli argomenti religiosi vi è quella che pone alla guida di un vasto complotto mondiale i Gesuiti, i quali, a partire dalla loro fondazione avvenuta nel 1534, avrebbero infiltrato la Chiesa cattolica Romana fino ad asservirla al suo comandante supremo detto il «papa nero».
Le accuse di complottismo rivolte ai gesuiti sembrano risalire al XVII secolo, in particolare al 1614, anno in cui venivano pubblicate a Cracovia le Monita privata Societatis Jesus, contenenti presunte direttive segrete impartite ai gesuiti per asservire il mondo alla loro Compagnia, probabile opera dei protestanti per gettare discredito su un organismo cattolico.
Ancora tra XVIII e XIX secolo, durante l'età dell'illuminismo i gesuiti furono identificati come il più pericoloso ostacolo alle politiche riformiste e giurisdizionaliste degli stati europei. Giuseppe Mazzini ad esempio sosteneva che la «potenza clericale è personificata nei gesuiti; l'odiosità di questo nome è una potenza pei socialisti!».
Un duro attacco nei confronti dei gesuiti venne dagli ambienti teosofici sorti sul finire dell'Ottocento per iniziativa di Helena Petrovna Blavatsky. Una dei principali esponenti della Società Teosofica, Annie Besant, così si esprimeva:
(Annie Besant, The Theosophist, marzo 1922)
L'esoterista René Guénon non dava credito a queste accuse, sostenendo che negli ambienti dello spiritualismo la paura dei Gesuiti fosse divenuta un'ossessione come quella per i maghi neri, e rilevando come la Società Teosofica fosse sorta in realtà per servire occultamente gli interessi dell'imperialismo britannico.
Avversario culturale del gesuitismo fu tra gli altri Rudolf Steiner, il quale, opponendogli un indirizzo spirituale di pensiero che egli chiamava goetheanismo, riferisce come Ignazio di Loyola fosse stato pervaso da uno «spirito di Marte» che lo avrebbe indotto a insidiare la Chiesa di Roma, apparso a lui in forma di serpente luminoso. Lo stesso Ignazio avrebbe parlato nelle sue memorie di questo serpente che «gli dava molta consolazione poiché questa forma era estremamente bella, e aveva molte cose che brillavano come occhi». Il gesuitismo è contraddistinto, secondo Steiner, da una rigida gerarchia militare che mirerebbe a fare di Gesù un dominatore della terra, anziché elevare la terra allo spirito.

### Le manipolazioni storiche
Alcuni eventi storici sono ritenuti dai complottisti presunte "parti attive" del Nuovo ordine mondiale, ad esempio:
- L'incendio del Reichstag fu utilizzato dal regime nazista come mezzo di soppressione del movimento comunista in Germania, accusando la Sinistra tedesca di complotto ai danni del governo.
- L'attacco nipponico alla base navale statunitense di Pearl Harbor si sarebbe potuto evitare, poiché sembra che le forze inglesi avessero intercettato messaggi criptati riferendo al presidente Roosevelt di un possibile attacco nell'Oceano Pacifico; nonostante ciò nulla fu fatto per evitare l'attacco, e questo sarebbe servito come scusante per l'entrata statunitense nel secondo conflitto mondiale.
- Il programma Northwoods, fu proposto dai servizi segreti statunitensi per invadere Cuba, fu firmata l'approvazione da parte del presidente statunitense, ma fu rifiutato da Kennedy poco prima del suo assassinio.
- L'incidente del Golfo del Tonchino sarebbe stato voluto dal presidente Lyndon B. Johnson per l'intensificazione delle ostilità statunitensi nel Vietnam.
- Il Federal Reserve Act statunitense destinato alla regolazione delle banche, sarebbe stato scritto in un'isola della Georgia nel 1910 da JP Morgan, dai Rockefeller e dalla famiglia Rothschild. Tale legge avrebbe dato alle banche principali molti poteri per il controllo dell'economia degli Stati Uniti d'America.
- Durante la presidenza di George W. Bush il governo statunitense sarebbe stato al corrente degli attacchi al Pentagono e dei successivi Attentati al World Trade Center, questo silenzio sarebbe stato voluto da Bush stesso per ottenere un valido pretesto per iniziare l'invasione dell'Afghanistan e l'Iraq successivamente. Alcuni sostengono che il governo USA non solo sapesse, ma che avesse anche organizzato gli attacchi (ad esempio con una demolizione controllata delle Torri Gemelle e di un terzo grattacielo del complesso, crollato senza che fosse stato colpito da un aereo).[20][21]

### Le ipotesi sulle complicità
A seconda della teoria e dell'argomento trattato, le personalità che secondo i complottisti sarebbero immischiate e/o artefici del NWO sarebbero molte; qui segue una lista:

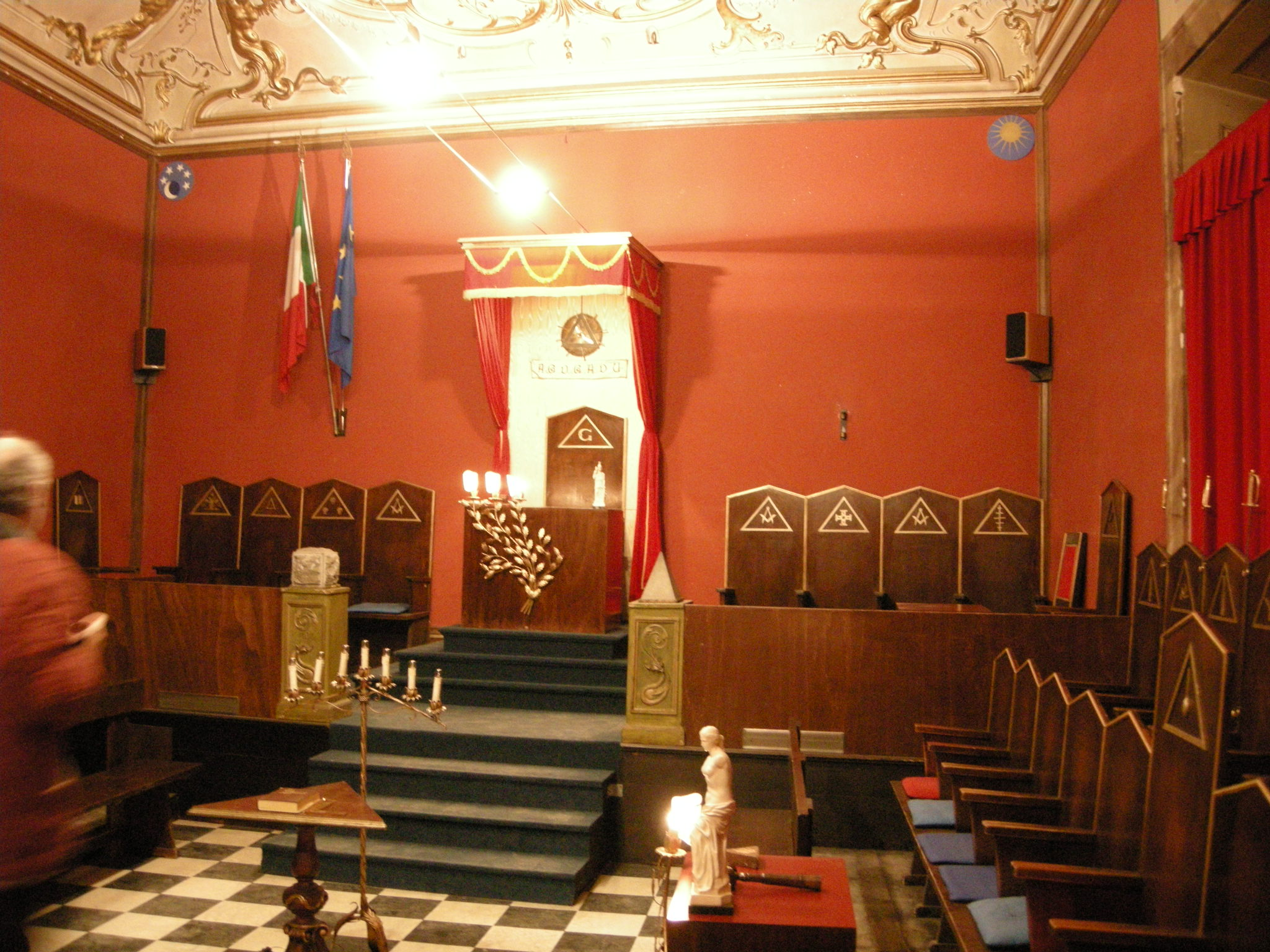
Salone di una loggia massonica in Italia

- Il paleoconservatore Patrick J. Buchanan asserisce che il Consiglio delle relazioni estere (presunta parte nascosta delle "banche segrete internazionali", così come, lo sarebbero i vari Gruppi Bilderberg, la Commissione Trilaterale e il WTO) sarebbero dietro questo complotto[senza fonte]. Sostiene inoltre che i liberali stanno progettando la sommersione dell'indipendenza degli Stati Uniti subordinando l'autorità statunitense alle Nazioni Unite[22][23]. Questa tesi è accettata dall'opinione liberale della destra[24] che vede un mondo socialista dichiarato come unico metodo per la realizzazione di un'oligarchia collettivista tendente alla necessità di subordinare la produzione del mondo ai consumatori dell'economia di mercato. La cospirazione sarebbe costituita dalla sostituzione dell'economia già prevista monopolista capace del razionamento delle risorse, convertendo le popolazioni a proprietà pubblica[25]. La loro immagine usuale è uno slash egalitario sotto la leadership scientifico-globale.
- Alcune ideologie cristiano-evangeliche fondamentaliste includono un elemento religioso preminente nella cospirazione, basato sugli antichi testi evangelici e biblici, l'Anti-Cristo. I loro teorici asseriscono che i satanisti sono coinvolti nell'inganno in cui sta per cadere l'umanità, la nascita di un "Ordine Demoniaco Internazionale", in cui il culto satanista è il fulcro base. Questa credenza include spesso il millenarianismo esplicito. Altre ideologie non includono elementi religiosi, osservando solamente il concetto di "Servitore del Diavolo", metaforicamente. Confrontando così l'NWO di Robertson The New world order[26][27] e quello di Milton William Cooper Behold a Pale Horse  (entrambi elencati a fine pagina), il concetto specifico dell'NWO. La visuale cristiano-evangelica sul piano fondamentalista, riguarda eventi ricavati da profezie, conducendo così a teorie religiose e apocalittiche, quali l'Armageddon, l'Anti-Cristo, il Monte del Tempio, queste teorie sono ricapitolate esaurientemente in un libro del 1998, "Final warning: The history of New world order" (Avvertimento finale: La storia del Nuovo ordine mondiale), di David Allen Rivera[28]. Di recente la critica complottista dell'ONU e nei suoi fondamenti ideologici ha raggiunto anche alcuni ambienti cattolici che considerano l'ONU una malcelata forma di venerazione del Lucifero gnostico, ammettendo che proprio la New Age sarebbe il sostrato ideologico delle Nazioni Unite.[29][30][31][32][33][34]
- Alcuni anarco-insurrezionalisti, anarchici, ecologi radicali, ultra-popolaristi, neo-luddisti e (molto raramente) i bioconservatori, a volte sostengono che c'è o può esistere un'esplicita organizzazione (cospirativa) o implicita (bloccante) di un gruppo di intellettuali. A volte, il nuovo ordine tecnocratico mondiale, si pensa abbia delle ambizioni transumaniste, con lo scopo finale di costruire e controllare la vita, realizzando il progetto "secolare" di trasformare persone e animali in oggetti.[35]

## Idee generali sull'attuazione
- Secondo alcuni complottisti è verosimile che il Nuovo ordine mondiale sarà generato da un colpo militare, usando le Nazioni Unite e, possibilmente le truppe statunitensi contro tutte le nazioni del mondo per costruire un unico governo mondiale. Prima del 2000, alcuni complottisti hanno creduto che questo processo fosse regolato dal movimento di crisi che avrebbe dovuto generarsi con il Millennium bug.[36]
- Altri complottisti credono che gli Stati Uniti giochino un ruolo centrale nella creazione del NWO e che essi siano controllati dalle truppe delle Nazioni Unite, controllate anch'esse da un gruppo al di sopra di tutto (talvolta denominato "Prima Fazione").
- Altri componenti eterogenei del presunto complotto vengono dal campo scientifico, come la dispersione degli agenti chimici nell'atmosfera via aerea, nel caso della teoria del complotto sulle scie chimiche, la promozione del transumanesimo, esperimenti riguardanti la manipolazione meteorologica (come nel caso dello HAARP), il controllo della mente (MK-ULTRA), nonché l'influenza di extraterrestri, l'Area 51, la Base Dulce e le teorie di David Icke.
- Un'altra teoria complottista è quella riguardante il presunto "controllo della mente", secondo cui sarebbero stati usati il condizionamento e la disinformazione dai regimi totalitari.
- La teoria del complotto del signoraggio sarebbe collegata all'abolizione del denaro contante il quale, secondo i sostenitori, andrebbe gradualmente sostituito da quello elettronico utilizzabile sotto forma di carte magnetiche o microchip a bassa frequenza impiantati sottopelle. Secondo i sostenitori di detta teoria, una volta preso saldamente il potere, il NWO potrebbe controllare ogni singolo essere umano sia negli spostamenti che nelle transazioni di denaro, ricattando all'occorrenza chiunque possa agire contro gli interessi della nuova dirigenza planetaria.

## Nell'arte e cultura di massa
Il tema del Nuovo ordine mondiale è presente in numerose opere d'arte, fiction, film, album e romanzi contemporanei.

### Nella musica
- Illuminati di Madonna
- D'evils di Jay-Z
- Illuminati di Undead Slayer
- End of days di Vinnie Paz
- N.W.O. degli Aeterna Nox
- The New Order, canzone tratta dall'omonimo album dei Testament.
- New World Order di MagellanMusic
- New World Order dei Megadeth
- Endgame dei Megadeth
- New World Order di Alec Empire
- Washington Is Next! dei Megadeth
- New World Order album di Blackage (1998)
- New World Order, (remix) del DJ Green Lantern
- Thug World Order, (album) dei Bone Thugs-n-Harmony (2002)
- Life Won't Wait, dei Rancid
- N.W.O., canzone della band Ministry dall'album del 1992, Psalm 69: The way to Succeed and the way to Suck Eggs
- New World Order, dei Gamma Ray
- Horror Matrix, di JollyKlown
- No World Order, album dei Gamma Ray
- Omega Conspiracy, album degli Agent Steel
- Illuminati Is Machine, degli Agent Steel
- New World Order, dei The Kovenant
- Lullaby for the New World Order, del cantante canadese Matthew Good
- The New World Order, dall'album hip-hop dei Poor Righteous Teachers
- Silent Running (On Dangerous Ground), Mike + The Mechanics
- The Cause Of Death di Immortal Technique
- Novus ordo seclorum di Hedonix (cosmic conspiracy records 2006)
- Novus Ordos Clitorus di Hed P.E., dall'album Back 2 Base X
- Conspiracy Theories Without Mel Gibson, di Weerd Science
- Uprising dei Muse
- Mk Ultra dei Muse
- Old Soul Song (For The New World Order), dei Bright Eyes
- Brave New World degli Iron Maiden
- Neuwerld, di Skinny Puppy dall'album The Greater Wrong of the Right
- Ordo Abchao, di Ras Kass
- Soul on Ice Remix, di Ras Kass
- They Don't Give A Fuck About Us, di Tupac Shakur
- The Don Killuminati: The 7 Day Theory di Makaveli feat. Outlawz
- Cell Therapy di Mob Goodie
- Say Goodbye dei Black Eyed Peas
- What Would You Do del rapper Paris
- New World Odor, tratta dall'album del gruppo Public Enemy
- A Rite of Passage, dall'album Black Clouds & Silver Linings (2009) dei Dream Theater
- Li ho visti ancora, 16 Barre feat Watch the dog
- Welcome to the Party, dall'album LOVE! di Dario-V-
- The Seeds of Love (1989), album dei Tears for Fears
- New Damage, dall'album Badmotorfinger (1991) dei Soundgarden
- Brain of J, dall'album Yield (1998) dei Pearl Jam
- New World Order, dall'album Tyranny (1998) degli Shadow Gallery
- Baby, è un mondo super, dall'album Miss Mondo (1999) di Luciano Ligabue
- In The Sign Of The Octopus, dall'album Head Off (2008) degli The Hellacopters
- La grande opera, dall'album Le dimensioni del mio caos (2008) di Caparezza
- Spara al diavolo, dall'album Controcultura (2010) di Fabri Fibra
- Come fai, dall'album Scacco matto (2010) di Povia
- 1985, album degli MSDOS (2012)
- L'architetto dall'album Silenzio (2012) di Rancore e DJ Myke
- Weishaupt dall'album Midnite (2013) di Salmo
- Lotta medievale (NWO), dall'album Lotta medievale (2013) di Fetz Darko
- Black Mirror dall'album Kepler (2014) di Gemitaiz e MadMan
- Albe Nere dall'album Dadaismo (2014) di Deleterio, Gemitaiz e Madman
- New World-Pt.1 (2017) di Krewella
- God Bless Ignorance (2018) di MezzoSangue

### Nello sport
- nWo, stable di wrestling

### Nella letteratura
- David Icke, E la verità vi renderà liberi (1995)
- Luca Limatola, The Outsider (2007)
- William Cooper, Behold A Pale Horse (1989)
- Patrick Graham, Il Vangelo secondo Satana (2007)
- Dan Brown, Angeli & demoni (2000)
- Margaret Atwood, Il racconto dell'ancella (1985)
- Robert Anton Wilson e Robert Shea, Trilogia degli Illuminati Trilogie New York: 1975; Dell, edizioni separate: L'occhio nella piramide ISBN 0-440-04688-2, La Mela d'oro ISBN 0-440-04691-2, Leviathan ISBN 0-440-14742-5. Storia di molte teorie del complotto.
- George Orwell, 1984 (1949).
- Aldous Huxley, Il mondo nuovo (Brave New World) (1932)
- Robert Hugh Benson, Il Padrone del mondo (1907)
- Agatha Christie, Poirot e i quattro (The Big Four) (1927)
- H. G. Wells, The New World Order (1940)
- Tim LaHaye e Jerry B. Jenkins, Left Behind (1995–2004)
- Umberto Eco, Il pendolo di Foucault (1988)

### Nel cinema
- Metropolis, regia di Fritz Lang (1927)
- Colossus: The Forbin Project, regia di Joseph Sargent (1970)
- Andromeda (The Andromeda Strain), regia di Robert Wise (1971)
- Quinto potere (Network), regia di Sidney Lumet (1976)
- Capricorn One, regia di Peter Hyams (1978)
- Oltre il giardino (Being There), regia di Hal Ashby (1979)
- I viaggiatori della sera, regia di Ugo Tognazzi (1979)
- Brainstorm: generazione elettronica (Brainstorm), regia di Douglas Trumbull (1983)
- Nati con la camicia, regia di E.B. Clucher (1983)
- Orwell 1984 (Nineteen Eighty-Four), regia di Michael Radford (1984)
- Brazil, regia di Terry Gilliam (1985)
- L'implacabile (The Running Man), regia di Paul Michael Glaser (1987)
- Essi vivono (They Live), regia di John Carpenter (1988)
- Atto di forza (Total Recall), regia di Paul Verhoeven (1990)
- Il racconto dell'ancella (The Handmaid's Tale), regia di Volker Schlöndorff (1990)
- JFK - Un caso ancora aperto, regia di Oliver Stone (1991)
- 2013 - La fortezza, (Fortress), regia di Stuart Gordon (1993)
- Non aprite quella porta IV (Texas Chainsaw Massacre: The Next Generation), regia di Kim Henkel (1994)
- Halloween 6 - La maledizione di Michael Myers (Halloween: The Curse of Michael Myers), regia di Joe Chappelle (1995)
- Johnny Mnemonic, regia di Robert Longo (1995)
- Hackers, regia di Iain Softley (1995)
- La città perduta (La cité des enfants perdus), regia di Jean-Pierre Jeunet e Marc Caro (1995)
- Il pianeta verde (La Belle Verte), regia di Coline Serreau (1996)
- Ipotesi di complotto (Conspiracy Theory), regia di Richard Donner (1997)
- Cube - Il cubo (Cube), regia di Vincenzo Natali (1997)
- Apri gli occhi (Abre los ojos), regia di Alejandro Amenábar (1997)
- Dark City, regia di Alex Proyas (1998)
- The Truman Show, regia di Peter Weir (1998)
- π - Il teorema del delirio (π), regia di Darren Aronofsky (1998)
- Nemico pubblico (Enemy of the State), regia di Tony Scott (1998)
- Matrix, trilogia diretta dai Fratelli Wachowski (1999-2003)
- Il tredicesimo piano (The Thirteenth Floor), regia di Josef Rusnak (1999)
- Eyes Wide Shut, regia di Stanley Kubrick (1999)
- Fight Club, regia di David Fincher (1999)
- Anatomy, regia di Stefan Ruzowtzky (2000)
- The Experiment - Cercasi cavie umane (Das Experiment), regia di Oliver Hirschbiegel (2001)
- Waking Life, regia di Richard Linklater (2001)
- Bait - l'Esca (Bait), regia di Antoine Fuqua (2001)
- Lara Croft: Tomb Raider, regia di Simon West (2001)
- Hypercube - Il cubo 2 (Cube 2: Hypercube), regia di Andrzej Sekuła (2002)
- Prima dell'apocalisse 2 - Tribulation Force (Left Behind II: Tribulation Force), regia di Bill Corcoran (2002)
- Equilibrium, regia di Kurt Wimmer (2002)
- Il monaco (Bulletproof Monk), regia di Paul Hunter (2003)
- Thoughtcrimes - Nella mente del crimine (Thoughtcrimes), regia di Breck Eisner (2003)
- Il mistero dei Templari (National Treasure), regia di Jon Turteltaub (2004)
- Immortal ad vitam, regia di Enki Bilal (2004)
- The Final Cut, regia di Omar Naim (2004)
- Cube Zero, regia di Ernie Barbarash (2004)
- The Manchurian Candidate, regia di Jonathan Demme (2004)
- V per Vendetta (V for Vendetta), regia di James McTeigue (2005)
- Æon Flux - Il futuro ha inizio (Æon Flux), regia di Karyn Kusama (2005)
- The Island, regia di Michael Bay (2005)
- Bug - La paranoia è contagiosa , regia di William Friedkin (2006)
- Il codice da Vinci (The Da Vinci Code), regia di Ron Howard (2006)
- A Scanner Darkly - Un oscuro scrutare (A Scanner Darkly), regia di Richard Linklater (2006)
- Blood Diamond - Diamanti di sangue (Blood Diamond), regia di Edward Zwick (2006)
- Zeitgeist: The Movie, regia di Peter Joseph (2007)
- Il mistero delle pagine perdute (National Treasure: Book of Secrets), regia di Jon Turteltaub (2007)
- 2035 - The Mind Jumper (Nightmare City 2035), regia di Terence H. Winkless (2007)
- Flicker, regia di Nik Sheehan (2008)
- Segnali dal futuro (Knowing), regia di Alex Proyas (2008)
- Nessuna verità ,regia di Ridley Scott (2008)
- Sherlock Holmes, regia di Guy Ritchie (2009)
- Angeli e demoni (Angels & Demons), regia di Ron Howard (2009)
- Il mondo dei replicanti (Surrogates), regia di Jonathan Mostow (2009)
- Moon, regia di Duncan Jones (2009)
- Gamer, regia di Mark Neveldine e Brian Taylor (2009)
- Non Lasciarmi, regia di Mark Romanek (2010)
- Kaboom, regia di Gregg Araki (2010)
- Inception, regia di Christopher Nolan (2010)
- In Time, regia di Andrew Niccol (2011)
- 6 giorni sulla Terra, regia di Varo Venturi (2011)
- Hunger Games, regia di Gary Ross (2012)
- Il simbolo perduto (2012) - in produzione
- The Giver - Il mondo di Jonas, regia di Phillip Noyce (2014)
- Divergent, regia di Neil Burger (2014)
- Nuovo ordine mondiale, regia dei fratelli Ferrara (2015)

### Nella televisione
- The Falcon and the Winter Soldier  (2021)
- Il Trust di Stargate SG-1
- Il Consorzio di The X-Files
- The Brain Trust di Get Backers
- Bad Wolf Corporation di Doctor Who
- L'Organizzazione di Virtua Fighter
- Wolfram & Hart di Angel
- La Compagnia di Prison Break
- 5º episodio della terza stagione di Heroes
- Serie TV di 6 episodi The Prisoner (2009)
- Homer il grande, sesto episodio della sesta stagione de I Simpson: l'Ordine dei tagliapietra ricorda in modo evidente la Massoneria che si basa sul Nuovo ordine mondiale.
- I Fratelli della Luce di Elisa di Rivombrosa
- In "La ragazza di Woody", 3º episodio della seconda stagione di Brickleberry. La chiesa di cui fa parte la ragazza di Woody è la Massoneria, infatti sulla ruota si può notare l'Occhio di Horus, il Pentalfa" e sulla pancia di Woody si può notare il triangolo con l'occhio. Tutti i componenti della chiesa hanno un cappuccio come quello dell'iniziazione massonica.
- A Murder at the end of the World (2023), miniserie TV di Brit Marling, Zal Batmanglij

### Nei manga e anime
- In One Piece l'"Ordine mondiale"/"Governo mondiale" è un governo intento a manipolare gli interessi economici e sociali e l'opinione pubblica del mondo.
- Il Comitato dei 300 in Chaos;Child e Robotics;Notes.
- Il Novus Ordo Seclorum presente nell'opera Le Chevalier D'Eon di Tow Ubukata e Kiriko Yumeji.
- L'opera Fullmetal Alchemist di Hiromu Arakawa, dove l'intero governo di uno Stato militarista si dimostra essere corrotto, e per il bene di quei pochi sacrifica le vite del loro popolo per produrre un'armata invincibile.
- Il Partito Democratico dell'Amicizia, setta descritta nell'opera 20th Century Boys di Naoki Urasawa.
- Il gruppo politico della Seele presente nel manga e anime Neon Genesis Evangelion di Hideaki Anno.
- Nel romanzo Shinsekai yori, trasposto nell'anime omonimo, vi sono evidenti riferimenti metaforici al Nuovo Ordine Mondiale.
- Nel manga e anime L'attacco dei giganti, il protagonista, Eren Jaeger, ha l'ambizione tramite il potere dei giganti di distruggere il mondo e riplasmarlo prendendo come esempio la sua isola natia, Paradis.

### Nei videogiochi
- Gli Illuminati nella serie Deus Ex.
- Culpa Innata.
- The Moment of Silence.
- Il sapiente Gladio, Shadow Hearts: Covenant.
- Il Comitato dei 300 nella serie Science Adventure Series (Steins;Gate, Chaos;Head, Chaos;Child, Robotics;Notes)
- Los Illuminados, gruppo antagonista che mira al perfezionamento dell'uomo e al dominio del mondo tramite le Plagas, ovvero dei parassiti, Resident Evil 4.
- Un riferimento al "Nuovo ordine mondiale" è presente in un dossier extra riguardante Exella Gionne in Resident Evil 5 e un personaggio della medesima saga Albert Wesker aveva anch'egli il piano di creare un nuovo mondo.
- I Nuovi Templari, Broken Sword.
- Dominio globale, Face of Mankind.
- New World Order.
- L'agenzia, Crackdown.
- L'Enclave, Fallout 3.
- L'Istituto, Fallout 4.
- Gli Illuminati, Area 51.
- riferimento a New World Order presente in uno dei finali multipli di Vampire: Bloodlines.
- I Templari che volevano creare un nuovo mondo assoggettando le persone al loro volere sfruttando un antico manufatto chiamato "Mela dell'Eden", Assassin's Creed.
- I Patriots di Metal Gear Solid.
- Re Henselt The Witcher 2.
- I giocatori di Ingress (2012) possono scherarsi dalla parte degli Illuminati, allo scopo di evolvere la popolazione mondiale ad un livello intellettivo superiore.
- N.E.S.T.S, serie King of Fighters
- Pyramid, di Enslaved: Odyssey to the West

### Nei giochi di ruolo e da collezione
- Brian Campbell (1995). Technocracy: New World Order supplemento per Maghi il risveglio (Mage: the Ascension). White Wolf
- Steve Jackson (1994). Illuminati: New World Order. Steve Jackson Games